# Filippo Merola
Filippo Merola, conosciuto con il diminutivo di Filo (Roma, 12 luglio 1970), è un cantante e conduttore televisivo italiano.

## Biografia

### Musica
Comincia la sua carriera nel 2000, anno in cui vince il Festival di Castrocaro con il brano Un mondo vero.
Nel 2002 è tra i vincitori dell'Accademia della Canzone di Sanremo, ed acquisisce il diritto a partecipare al Festival di Sanremo 2003 nella sezione "Nuove Proposte", dove si classifica all'ultimo posto con la canzone Mi sento libero, pubblicata come singolo insieme alla citata Un mondo vero. In quel periodo è stato pubblicato l'album Mi sento libero.
Il 22 giugno dello stesso anno si esibisce alla manifestazione Un disco per l'estate in onda su Rai 2, ottenendo l'accesso alla finale del 4 luglio successivo. Nel 2007 esce L'arrotino, tormentone che Fiorello lancia a Viva Radio 2.

### Televisione
Nella stagione televisiva 2009-2010 è stato co-conduttore del programma televisivo Festa italiana su Rai Uno con Caterina Balivo, cantando in ogni puntata vari pezzi musicali.
Nella stagione televisiva 2018-2019 è nel cast del programma televisivo Vieni da me su Rai Uno condotto da Caterina Balivo.